# Goliathus cacicus
Goliathus cacicus é uma espécie de besouro da família Scarabaeidae. Medem cerca de 50-100 mm (macho) e 70 mm (fêmea). Estão distribuídos pela Burkina Fasso, Gana, Guiné, Costa do Marfim, Libéria, Nigéria e Serra Leoa.